# خط مایایی

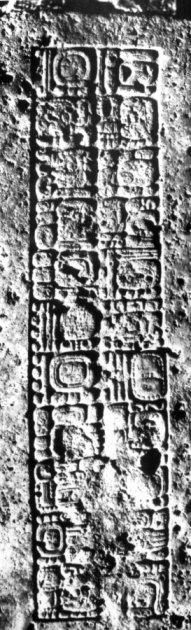
نمونه‌ای از خط مایایی بر روی یک کتیبه متعلق به قرن هشتم میلادی

خط مایایی خطی هیروگلیفی بود که سرخپوستان مایا از قرن سوم پیش از میلاد نوشتن به آن را آغاز کردند. بنظر می‌رسد که ایده نوشتن زبان را مایاها از مردم اولمک فراگرفته باشند اما نوشتار آنها به طور کلی متفاوت بود. خط مایایی خطی اندیشه‌نگار بوده و برای مفاهیم، نمادهای تصویری را بکار می‌بردند. گاهی این نمادها در مفهوم هجا نیز برای ساخت ترکیبی که به فعل یا اسمی خاص منتهی می‌شد مورد استفاده قرار می‌گرفت.